# Max Weinberg
Max Weinberg (født 13. april 1951 i Newark, New Jersey) er en amerikansk trommeslager, bedst kendt som mangeårige trommeslager for Bruce Springsteens E Street Band. Max Weinberg spillede også i Conan O´briens tv-show (Late Night With Conan O´brien), som blev sendt i USA.

## Max Weinbergs Gear
Max Weinberg er officiel "Zildjian Artist", hvilket vil sige, at han bruger Zildjian-Avedis-bækkenerne, når han spiller. Han trommesæt er et DW collectors-sæt, og han bruger Vater-trommestikker og trommeskind fra Remo.